# Sergio Santín
Sergio Rodolfo Santín Spinelli (ur. 6 sierpnia 1956) – piłkarz urugwajski o przydomku Bocha, pomocnik (rozgrywający). Wzrost 176 cm, waga 76 kg.
Santín rozpoczął karierę w 1975 w klubie Danubio FC. W 1980 przeniósł się na krótko do Kolumbii, do klubu Cúcuta Deportivo, ale jeszcze w tym samym roku wrócił do Danubio. Rok później znów spróbował sił w lidze kolumbijskiej, tym razem w klubie Independiente Medellín. W 1984 wrócił do Urugwaju by grać w klubie CA Peñarol, z którym dotarł do półfinału Copa Libertadores 1985.
W następnym roku kolejny raz znalazł się w Kolumbii, gdzie został graczem klubu Atlético Nacional, w którego barwach wziął udział w finałach mistrzostw świata w 1986 roku. Urugwaj dotarł do 1/8 finału, a noszący numer 11 Santín zagrał we wszystkich 4 meczach - z Niemcami, Danią, Szkocją i Argentyną. Po mistrzostwach przeniósł się do zespołu América Cali, docierając do finału Copa Libertadores 1986. W 1987 roku, zanim zakończył karierę piłkarską, pomógł swemu klubowi dotrzeć do finału w turnieju Copa Libertadores 1987.
Nigdy nie wziął udziału w turnieju Copa América.
Od momentu debiutu 18 lipca 1980 w meczu z Peru (remis 2:2) do 16 czerwca 1986 Santín rozegrał w barwach reprezentacji Urugwaju 18 meczów
Gdy trenerem reprezentacji był Omar Borrás, Santín był podstawowym zawodnikiem zespołu. Uchodził za piłkarza aktywnego i silnego